# Myristica rosselensis
Myristica rosselensis är en tvåhjärtbladig växtart. Myristica rosselensis ingår i släktet Myristica och familjen Myristicaceae.

## Underarter
Arten delas in i följande underarter:
- M. r. minutiflora
- M. r. rosselensis